# فریزیرز باتوم (ویرجینیای غربی)
فریزیرز باتوم (به انگلیسی: Fraziers Bottom) یک منطقهٔ مسکونی در ایالات متحده آمریکا است که در شهرستان پاتنم، ویرجینیای غربی واقع شده‌است.